# کلاس سی از گیرنده‌های جفت‌شونده با پروتئین جی
کلاس سی از گیرنده‌های جفت‌شونده با پروتئین جی (انگلیسی: Class C G-protein-coupled receptors) گروهی از گیرنده‌های جفت‌شونده با پروتئین جی است که گیرنده متابوتروپیک گلوتامات و چند گیرندهٔ دیگر را شامل می‌شوند.
این گیرنده‌ها به‌لحاظ ساختمانی از چهار بخش تشکیل شده‌اند: (۱) یک توالی سیگنالی در انتهای آمینی، (۲) یک منطقهٔ بزرگ خارح‌سلولیِ متصل‌شونده به آگونیست که چندین ریشه سیستئینی حفاظت‌شده با نقش احتمالی در تشکیل بندهای دی‌سولفیدی دارند، (۳) یک ناحیه کوتاه مشتمل بر هفت دومین پروتئینی تراغشایی و (۴) یک دومین پروتئینی سیتوپلاسمی در انتهای کربوکسیل که طول متغیری دارد.
گیرندهٔ VN1R2 یکی از انواع این خانواده پروتئینی است.